# Arthur Parkes

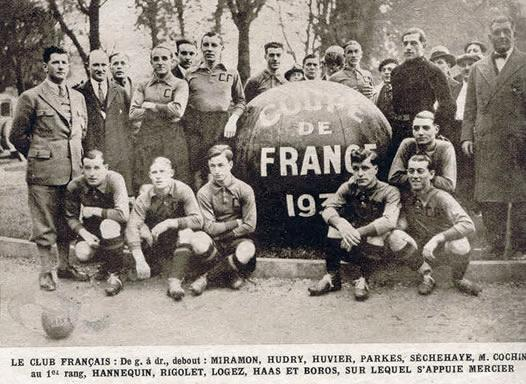
Parkes (4. von links, oben) 1931 beim Club Français

Arthur Parkes (* 4. August 1897; † 20. oder 21. Jahrhundert) war ein englischer Fußballspieler.

## Karriere
Parkes kämpfte als Soldat im Ersten Weltkrieg und zog im Anschluss daran ins südfranzösische Cette, um sich von den Folgen seiner Giftgasverletzungen zu erholen. Sein Landsmann Victor Gibson holte Parkes zum lokalen Fußballverein FC Cette, für den er als Abwehrspieler auflief; im Dezember 1921 unterbrach ein bei einem Freundschaftsspiel in Genf erlittener Armbruch seine Karriere für zwei Monate. Anschließend kam Parkes ob seiner Vielseitigkeit und Torgefährlichkeit auf allen Spielpositionen außer der des Torwarts und der Außenstürmer zum Einsatz. 1923 schaffte er mit dem FC den Sprung ins nationale Pokalfinale und wurde als Mittelstürmer aufgestellt, musste aber eine 2:4-Niederlage gegen Red Star Paris hinnehmen. Dies war das Jahr, als der Verband den FC Cette wegen Mitwirkens des noch nicht spielberechtigten Schweizers Georges Kramer nach dem Achtelfinale aus dem laufenden Wettbewerb ausschloss, ihn in der Berufungsverhandlung aber dann doch begnadigte, so dass Cette binnen 15 Tagen Viertel-, Halbfinale und Endspiel zu bestreiten hatte – alle drei Begegnungen mit unter den damaligen Verkehrsverbindungen langen Bahnfahrten (22 Stunden nach Rennes, 18 nach Rouen und 15 nach Paris) verbunden.
Von 1927 an stand er im Aufgebot des Club Français Paris und erreichte mit diesem das Pokalfinale 1931, wobei er mit seinem Team SO Montpellier mit 3:0 bezwingen konnte und somit den einzigen Titelgewinn seiner Laufbahn verbuchte. Seine Rolle in diesem Spiel wird als „unerschütterlich, sicher und spielentscheidend gegenüber [Montpelliers] Angreifern“ beschrieben. In der Saison 1932/33 zählte Arthur Parkes zu der Mannschaft des Vereins, die an der Erstaustragung der Division 1 als höchste nationale Spielklasse teilnahm; damit zählte er zu den Begründern des Profifußballs in Frankreich. Nach einem Jahr musste der Klub den Abstieg hinnehmen und wurde zugleich zum Gründungsmitglied der Division 2 als zweithöchste nationale Liga, die 1933 ein Jahr nach der ersten Liga ins Leben gerufen wurde. Parkes trat ein Jahr lang dort an und behielt seinen Profistatus, bis er 1934 seine Laufbahn mit 36 Jahren beendete.